# Neds
Neds is een Britse film uit 2010 van regisseur Peter Mullan. De film won een Gouden Schelp.

## Verhaal
John McGill blinkt uit op school als hij opgroeit in Glasgow in de jaren 70. Zijn oudere broer is bendeleider en ook John glijdt in de puberteit af.